# Pintura (Brut 300 TSF)
Pintura (Brut 300 TSF) é um óleo sobre tela da autoria do pintor português Amadeu de Sousa Cardoso. Pintado em 1917, mede 86 cm de altura por 66 cm de largura.
A pintura pertence ao Centro de Arte Moderna José de Azeredo Perdigão de Lisboa.